# Niptera stockii
Niptera stockii är en svampart som först beskrevs av Cooke & W. Phillips, och fick sitt nu gällande namn av Jean Louis Emile Boudier 1907. Niptera stockii ingår i släktet Niptera, ordningen disksvampar, klassen Leotiomycetes, divisionen sporsäcksvampar och riket svampar.   Inga underarter finns listade i Catalogue of Life.